# Lepthyphantes minusculus
Lepthyphantes minusculus là một loài nhện trong họ Linyphiidae.
Loài này thuộc chi Lepthyphantes. Lepthyphantes minusculus được George Hazelwood Locket miêu tả năm 1968.